# 銭起
銭 起（せん き、? - 782年）は、中国・唐の詩人。字は仲文。湖州烏程県の出身。

## 略歴
天宝10載（751年）の進士で、校書郎・考功郎中を歴任、大暦年間には太清宮使・翰林学士に至った。
大暦十才子の一人に数えられ、郎士元とともに「銭郎」と併称される。
現在『銭考功集』十巻が残っている。

## 詩人としての彼
代表的作品に、『逢侠者（侠者に逢う）』（五言絶句）、『江行無題』（五言絶句）がある。
| 逢侠者     |                                     |
| 燕趙悲歌士 | 燕趙（えんちょう） 悲歌（ひか）の士 |
| 相逢劇孟家 | 相逢う 劇孟（げきもう）の家         |
| 寸心言不尽 | 寸心（すんしん） 言い尽くさざるに   |
| 前路日将斜 | 前路 日 将（まさ）に斜めならんとす  |

| 江行無題   |                                      |
| 咫尺愁風雨 | 咫尺（しせき） 風雨を愁う            |
| 匡廬不可登 | 匡廬（きょうろ） 登る可（べ）からず  |
| 祇疑雲霧窟 | 祇（た）だ疑う 雲霧の窟（いわや）    |
| 猶有六朝僧 | 猶お六朝（りくちょう）の僧有らんかと |